# مشاع شماره ۱
مشاع شماره ۱ یک منطقهٔ مسکونی در ایران است که در دهستان علی‌جمال واقع شده‌است.